# ون اندا، بریتیش کلمبیا
ون اندا، بریتیش کلمبیا (به انگلیسی: Van Anda, British Columbia) سکونتگاه ثبت نشده در جزیره تکسادا در شمال خلیج جورجیا در استان بریتیش کلمبیا کانادا واقع شده است این منطقه سابقاً Vananda نامیده می‌شد که حدود ۷۰ نفر جمعیت دارد.